# Stallgrunden

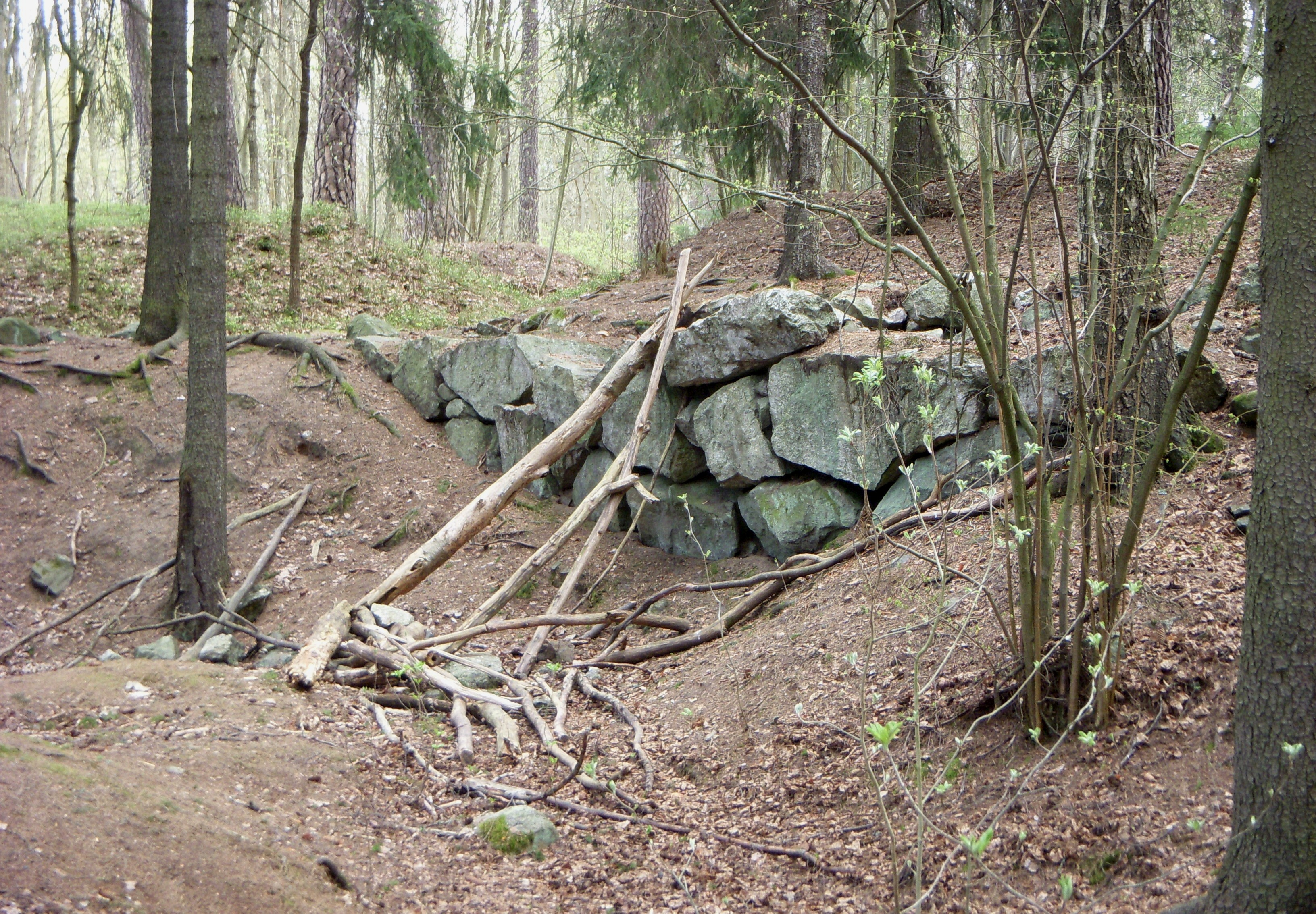
Rester av stallgrunden i maj 2010

Stallgrunden är resterna av ett påbörjat och aldrig slutfört byggprojekt för Stora stallet på Hagaparken i Solna kommun. Med sin långa fasad vänd mot norr var byggnaden tänkt att vara pendang till Stora Haga slott.

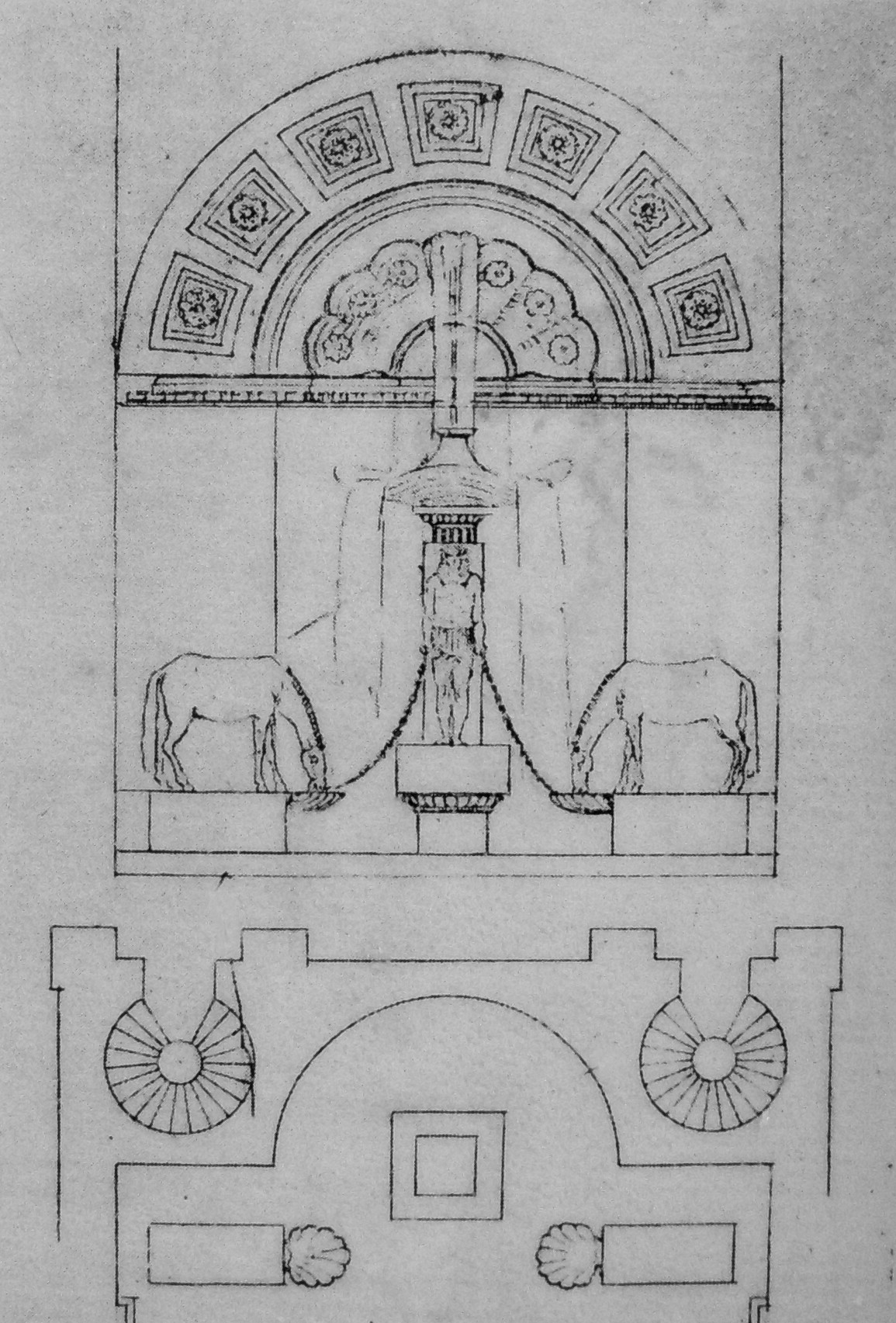
Desprez' stallritning från 1790-talet

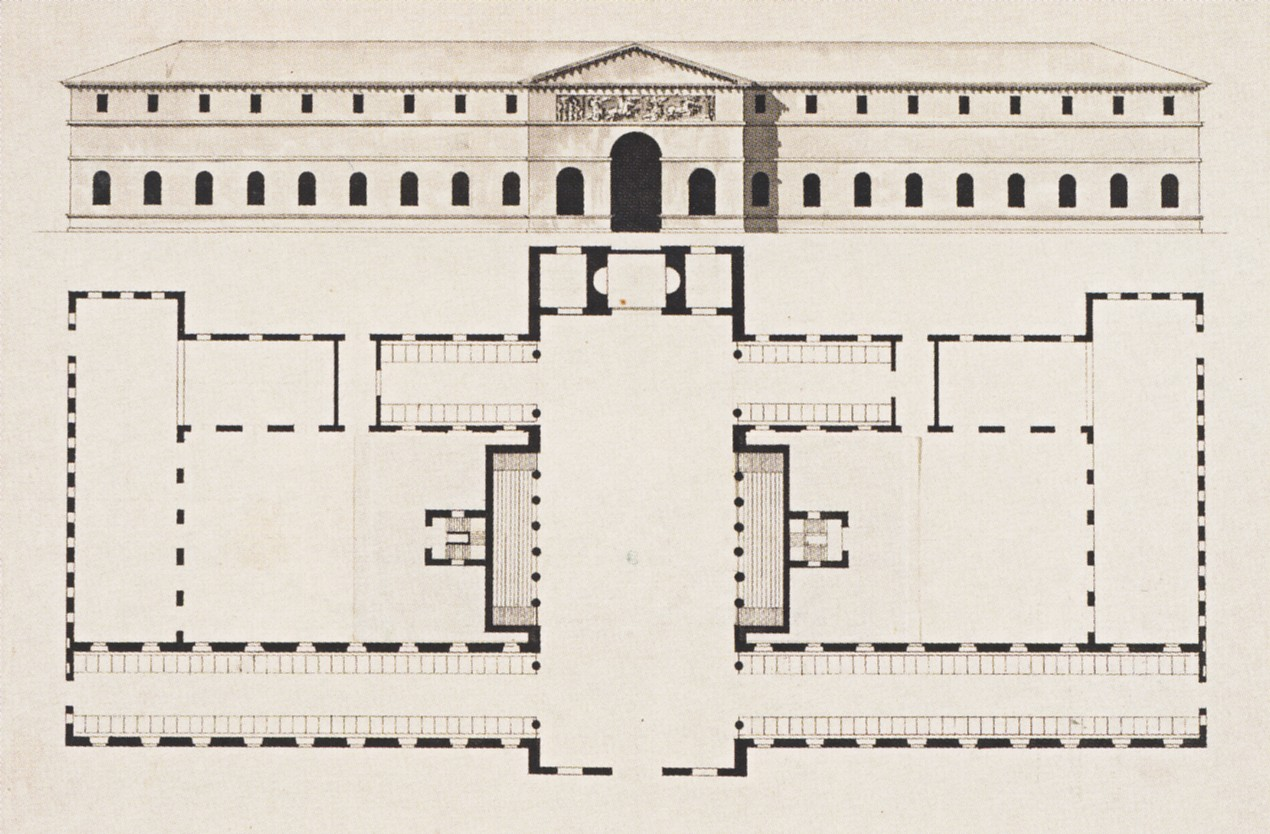
Gjörwells förslagsritning från 1789

År 1789 började schaktarbeten för grunden till Gustav III:s planerade Stora stallet i skogen, strax sydväst om pelousen. Som arkitekt för anläggningen anlitades Louis Jean Desprez som redan var sysselsatt med flera andra projekt på Haga, bland annat  Stora Haga slott, Amor och Psyketemplet samt Koppartälten. Efter Desprez förlagor utförde hans elev Carl Christoffer Gjörwell den yngre ett antal förslagsritningar.
I Desprez första utkast från årsskiftet 1788–1789 utformade han stallet 105 meter lång, med 108 spiltor och interiören som ett rikt skulptursmyckat palats. Stallets höga portal gick genom två våningar, byggnaden enorma mitthall pryddes med skulpturer i fonden, där en stalldräng lät två hästar dricka ur stora musslor av marmor. Gustav III fann förslaget för dyrt och bad Desprez att förenkla anläggningen.
I sin vidare bearbetning slopade Desprez en del av byggnadens utsmyckningar, men utökade den samtidigt betydligt i storlek. Nu var den 168 meter lång och hade plats för 212 hästar.
Att Stora stallet var en viktig byggnad i Hagaparken syns på Fredrik Magnus Pipers Pipers generalplan för Haga lustpark där han ritade in syftlinjer mellan stallet (S) och Stora Haga slott (W) samt mellan stallet och Övre Haga (T). Omkring 1791 avstannade dock arbetena med stallet för att föra över resurserna till det pågående slottsbygget (Stora Haga slott) istället. 
I ett skogsparti direkt söder om Pelousen kan man se början till grundmurarna i gråsten av granit. Platsen ter sig idag (2010) så som den såg ut på 1790-talet när arbetskraften lämnade området. En stor grop i skogen och lösbrutna klippblock är allt som påminner numera om Gustav III:s storstilade plan till stallbyggnad.